# Чапаевский поселковый совет Харьковской области
Чапаевский поселковый совет — входит в состав Кегичевского района Харьковской области Украины.
Административный центр поселкового совета находится в пгт Слобожанское.

## История
- 1957 — дата образования.

## Населённые пункты совета
- пгт Слобожанское
- село Казацкое
- село Александровское